# Sarashina Nikki

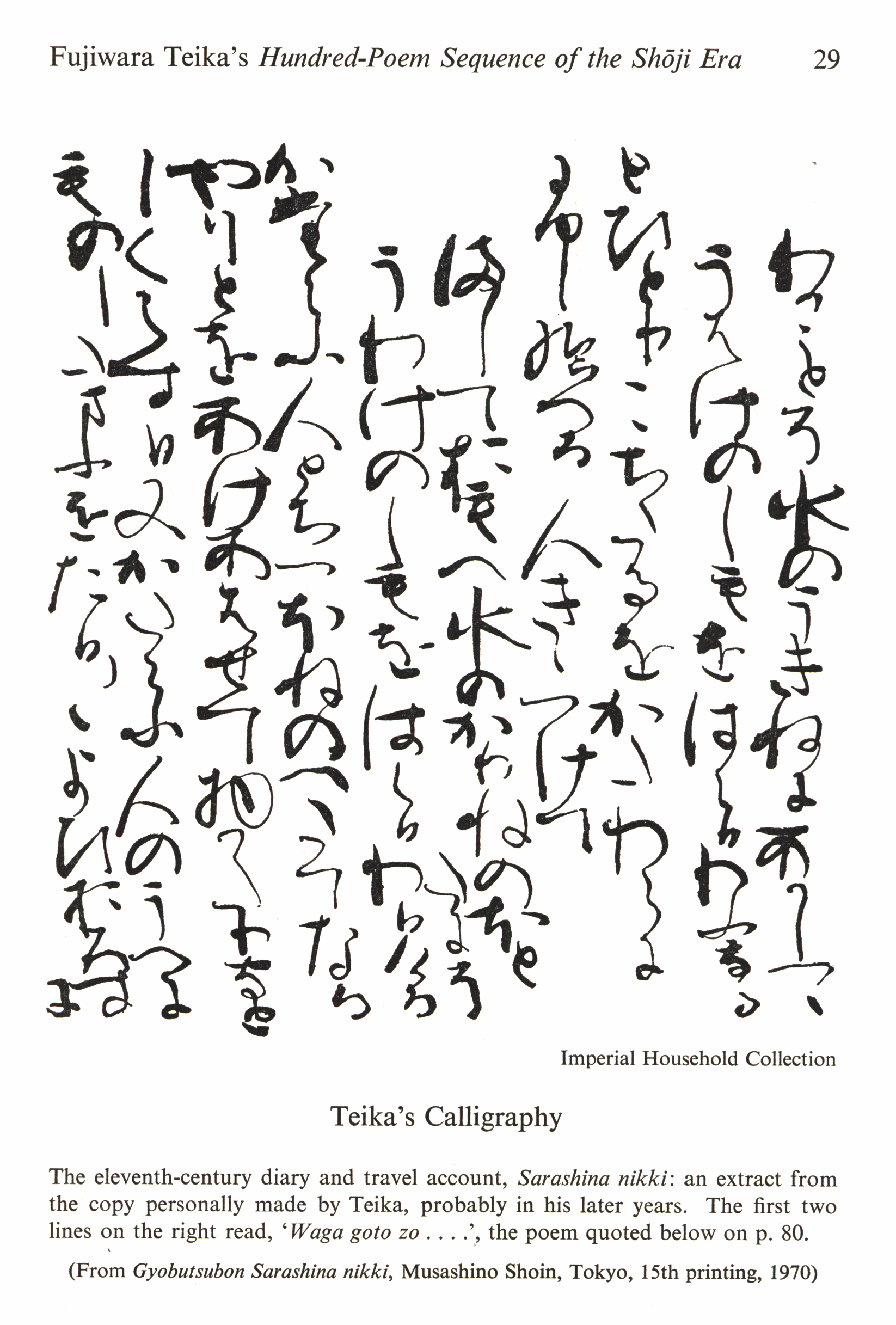
Manuscrits escrits per Teika

El Diari de Sarashina (更級日記, Sarashina Nikki) són unes memòries escrites per Lady Sarashina (com se la coneix comunament), una dama de companyia del període Heian japonès. 	
La seva obra destaca per les descripcions dels seus viatges i peregrinacions, i és únic en la literatura de l'època, així com un dels primers exemples del gènere de viatges. Lady Sarashina era una neboda, per part de la seva mare, de la Mare Michitsuna, autora d'un altre famós diari de l'època, el Kagero Nikki (el nom personal de la Mare Michitsuna és desconegut, ja que a l'època era una pràctica força comuna el no parlar denom de naixement d'una dona).